# 聶任
聶任（14世紀—15世紀），初名思敬，江西建昌府南城縣人，明朝政治人物。

## 生平
聶任曾以薦辟任南城縣教諭，治《春秋》擅長吟詠，以文學著名，提倡純樸，任學官二十多年啟迪不少後進，洪武二十年（1387年）中舉人，二十一年（1388年）聯捷進士，官至御史。

## 引用
1. 1 2  同治《南城縣志·卷八·人物志》：聶任，初名思敬，子述之後，洪武初以薦授本學教諭，治《春秋》長於吟咏，以文學鳴世，尤務為淳樸之行，厯學官二十餘年，循循善誘多所啟迪，後登戊辰進士，官至御史 舊志。
2. ↑  同治《南城縣志·卷七·選舉志》：薦辟……明……聶思敬 子述之後，以薦任本學訓導，改名任，登進士，有傳……進士……明……洪武二十一年戊辰科任亨泰榜 聶任 子述之後，官御史，有傳……舉人……明……洪武二十年丁卯科……聶任 登進士聯捷，初名思敬